# Tokunagaia kamiarata
Tokunagaia kamiarata är en tvåvingeart som beskrevs av Sasa och Hirabayashi 1993. Tokunagaia kamiarata ingår i släktet Tokunagaia och familjen fjädermyggor. Inga underarter finns listade i Catalogue of Life.